# Kummelnäs
Kummelnäs – miejscowość (tätort) w Szwecji, w regionie administracyjnym (län) Sztokholm, w gminie Nacka.
Według danych Szwedzkiego Urzędu Statystycznego liczba ludności wyniosła: 4675 (31 grudnia 2018) i 4775 (31 grudnia 2019).